# Chelonus starki
Chelonus starki är en stekelart som beskrevs av Telenga 1953. Chelonus starki ingår i släktet Chelonus och familjen bracksteklar. Inga underarter finns listade i Catalogue of Life.